# NGC 1090
NGC 1090 je prečkasta spiralna galaksija s unutrašnjim pseudo-prstenom vrlo slabog sjaja.
U galaksiji su dosada uočene dvije supernove – 1962. i 1971. godine. 
NGC 1090 nije dio nijedne grupe galaksija, iako se na nebu nalazi u blizini galaktika NGC 1087, M-77 (NGC 1068), NGC 1055, NGC 1073 i 5 drugih malih nepravilnih galaksija.
Prema izmjerenom crvenom pomaku, uz hubbleovu konstantu od ~70 km/s po Mpc, udaljenost galaktika bi bila oko 39 +2−1 Mly, a promjer oko 45 kly.